# Persin
Persin ist ein Acetogenin, ein Toxin aus der Gruppe der Polyketide, ein Fettsäurederivat, welches beispielsweise in den Blättern der Avocado (Persea americana) enthalten ist. Der Trivialname leitet sich auch vom Gattungsnamen Persea der Avocado ab. 
Es gilt als für den Menschen ungefährlich, während es für fast alle Haustiere (Hunde, Pferde, Schafe, Ziegen, Kaninchen, Ziervögel, Strauße, Geflügel) und Fische giftig ist. Allgemeine Symptome einer Persinvergiftung sind Atemnot, Herzrasen, Zyanose, Ödeme, Erbrechen und Kolik.

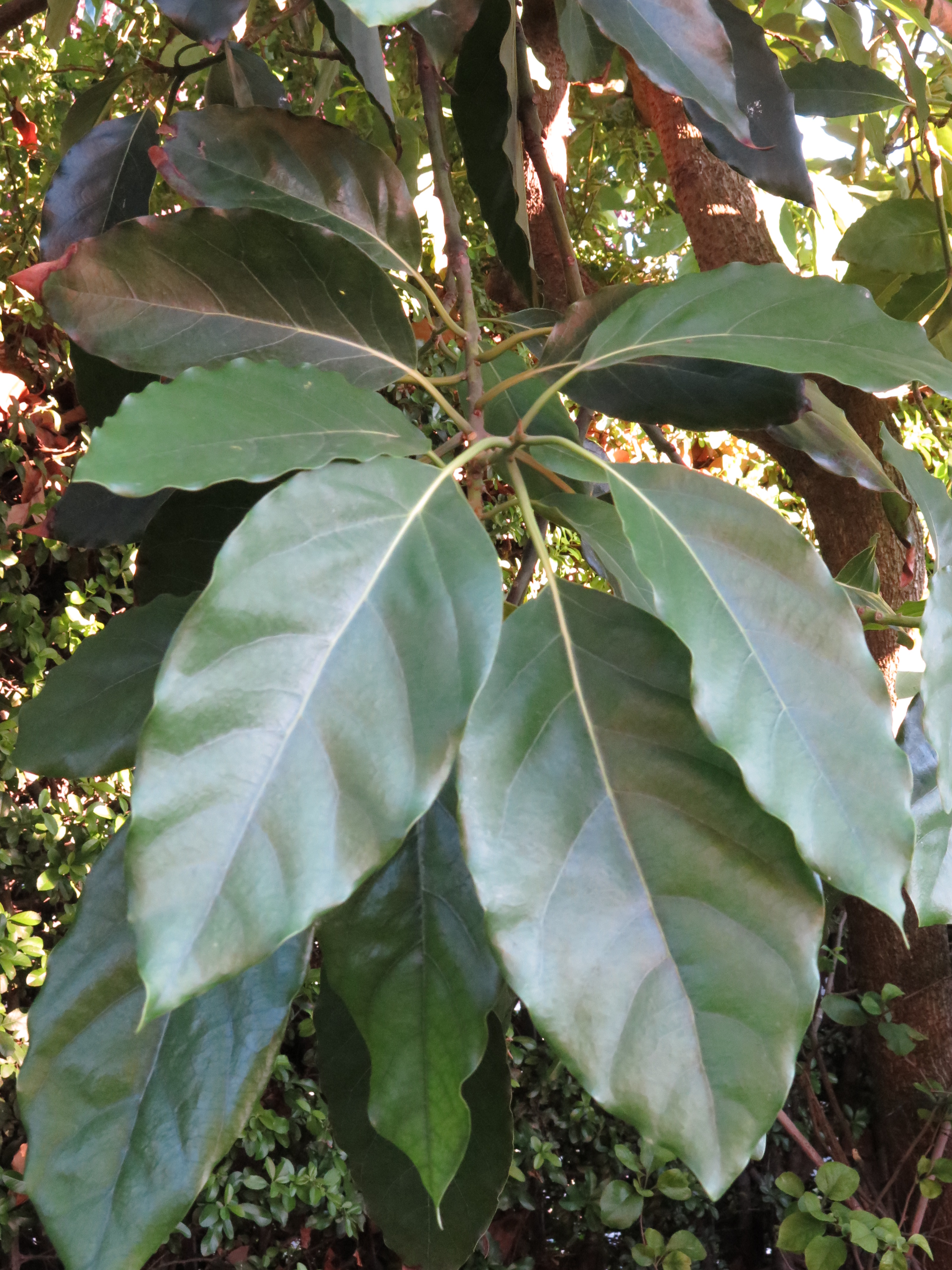
Avocado-Blätter

In der Humanmedizin wird es dagegen aufgrund einer brustzellspezifischen Wirkung in der Brustkrebsforschung intensiv untersucht.
Bei Mäusen wurden nicht-tödliche Beschädigungen des Milchdrüsengewebes bei 60 bis 100 mg/kg und Nekrose von Herzmuskelgewebe mit 100 mg/kg Persin beschrieben.
Die letale Dosis ist noch nicht bekannt, die Wirkung je nach Tierart verschieden. Für Mäuse wurden tödliche Dosen um 200 mg/kg Körpergewicht beschrieben.